# Militärflugplatz Balaschow

i7
i11
i13
Der Militärflugplatz Balaschow (russisch Аэродром Балашов) ist ein kleiner Militärflugplatz der russischen Luftstreitkräfte und liegt etwa neun Kilometer östlich der Stadt Balaschow in der Oblast Saratow. Außerdem ist er Sitz des Militär-Luftfahrtamtes Balaschow sowie der Militärflugschule Balaschow. Der Stützpunkt gehört zur Militärverwaltung Ural-Wolga.
Der Stützpunkt verfügte im Jahr 2009 über mehrere Flugzeuge der Typen Let L-410, Antonow An-26 und Antonow An-24 sowie über Helikopter der Typen Mil Mi-8 und  Mil Mi-14.